# Władysław Kuczyński
Władysław Kuczyński (ur. 4 maja 1915 w Berdiańsku nad Morzem Azowskim, zm. 22 kwietnia 2003 w Warszawie) – polski inżynier, profesor budownictwa.

## Życiorys

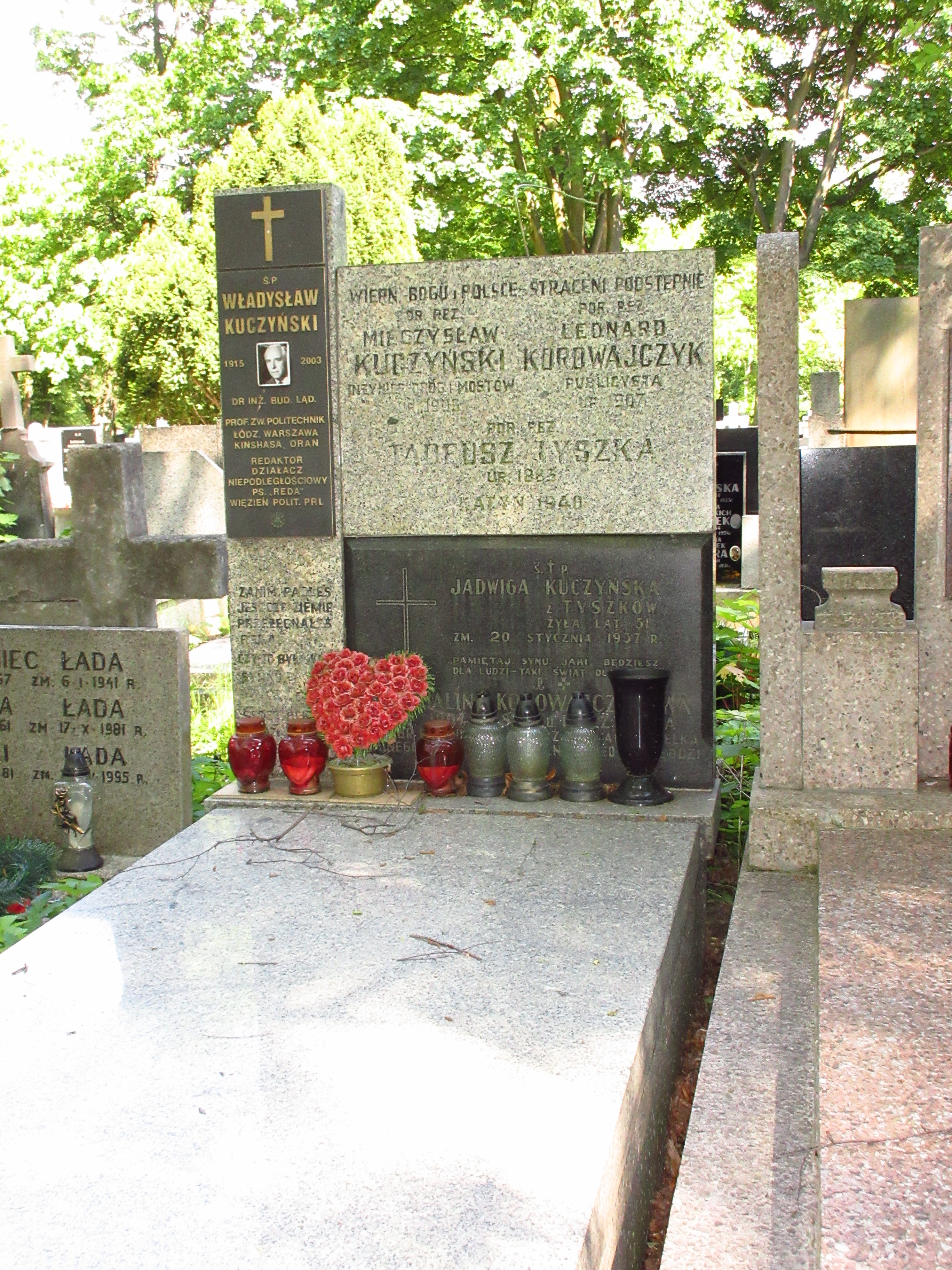
Grób profesora Władysława Kuczyńskiego na cmentarzu Bródnowskim

Maturę zdał w gimnazjum w Grodnie. W 1934 rozpoczął studia na Wydziale Inżynierii Lądowej Politechniki Warszawskiej, które ukończył w czasie okupacji niemieckiej w ramach tajnego nauczania w 1945 roku, uzyskując tytuł magistra inżyniera.
W czasie wojny brał czynny udział w ruchu niepodległościowym. W październiku 1945 został aresztowany i skazany na 5 lat więzienia za nieujawnienie się. Na podstawie amnestii wyszedł z więzienia w 1947. W 1992 wyrok skazujący z 1946 został unieważniony.
Zamieszkawszy w 1947 roku w Łodzi, rozpoczął pracę w Politechnice Łódzkiej, gdzie prowadził wykłady z wytrzymałości materiałów i budownictwa na Wydziale Elektrycznym. Od 1950 był adiunktem w Katedrze Wytrzymałości Materiałów na Wydziale Mechanicznym Politechniki Łódzkiej, gdzie utworzył Zakład Techniki Budowlanej. W 1956 zakład ten został przekształcony w Katedrę Budownictwa Żelbetowego nowego Wydziału Budownictwa Lądowego Politechniki Łódzkiej.
Profesor Kuczyński pełnił funkcję dziekana tego wydziału początkowo jako organizator, a następnie z wyboru w latach 1956-1959, 1961-1963 i 1965-1968. Stopień doktora nauk technicznych otrzymał w 1956, a profesora nadzwyczajnego w 1963. W latach 1969–1971 pracował w filii Politechniki Warszawskiej w Płocku. Od 1971 przez pięć lat pracował jako profesor zwyczajny na Uniwersytecie „Lavonium” w Kinszasie, gdzie wykładał technologię i fizykę betonu, teorię żelbetu, konstrukcje żelbetowe i budownictwo miejskie i przemysłowe. Po powrocie do Polski dalej pracował w filii w Płocku.
W 1979 uzyskał tytuł profesora zwyczajnego. W 1981 przeszedł na emeryturę na Politechnice Warszawskiej i rozpoczął pracę na stanowisku profesora kontraktowego w Université des Sciences et de la Technologie w Oranie w Algierii. Do kraju powrócił w 1985. Z wykładami i referatami przebywał w Belgii, Czechosłowacji, Grecji, Hiszpanii, Holandii, Francji, Rumunii i we Włoszech. 24 maja 1990 otrzymał tytuł doktora honoris causa nauk technicznych Politechniki Łódzkiej.
W 1966 otrzymał nagrodę im. prof. Wacława Żenczykowskiego. W 1996 otrzymał Medal im. prof. Stefana Kaufmana.
Dorobek naukowy profesora Władysława Kuczyńskiego to ponad 130 pozycji, w tym 11 książek i skryptów, między innymi:
- Betony konstrukcyjne. Projektowanie metodą kolejnych przybliżeń (Budownictwo i Architektura, 1957)
- Konstrukcje siatkobetonowe (Arkady, 1968)
- Budownictwo betonowe – tom 8: Badanie materiałów, elementów i konstrukcji (Arkady, 1970)
- Konstrukcje betonowe. Kontynualna teoria zginania żelbetu (PWN, 1971)
- Budownictwo betonowe – tom 1: Technologia betonu, część 2 (Arkady, 1972)

Władysław Kuczyński został pochowany na cmentarzu Bródnowskim (kw. 37A-VI-25).